# Louis Jouvet
Louis Jouvet (Jules Eugène Louis Jouvet) (Crozon, Bretaña; 24 de diciembre de 1887-París, 16 de agosto de 1951) fue un famoso actor, escenógrafo y director de teatro francés. Su actividad se centró en la Comedia Francesa, el Teatro de los Champs-Élysées y el Théâtre de l'Athénée parisinos. Gran intérprete de Molière, Shakespeare, Pierre Corneille, Alfred de Musset, Marcel Achard, Jules Romains, Jean Giraudoux, Jean Genet y otros clásicos y contemporáneos del teatro de su país, fue uno de los más prestigiosos actores galos y saltó a la fama en la película Topaze de Marcel Pagnol y con Arletty en la película de 1938 Hotel du Nord de Marcel Carné.

## Biografía
Mientras estudia en la facultad de la capital francesa se aficiona al teatro. Jouvet fue rechazado del Conservatorio de Arte Dramático de París por tartamudez. No se detuvo y logró actuar en roles secundarios en melodramas hasta que en 1911 Jean Cocteau lo contrató para su versión de Los hermanos Karamazov de Dostoievski dirigida por el famoso director Jacques Copeau. En esa compañía, Théâtre du Vieux-Colombier (Teatro del viejo palomar), trabajó como actor, decorador, iluminista y director.
De primera profesión farmacéutico, durante la Primera Guerra Mundial destacó como médico auxiliar. Fue dado de alta en 1917 y se estableció en Nueva York donde hizo teatro durante dos temporadas con la compañía Vieux-Colombier.
Regresó a París en 1920 con la troupe y en 1923 fue nombrado director de la Comédie des Champs-Élysées, donde triunfó como Knock (1923, Doctor Knock) de Jules Romains. En 1928 conoció a Jean Giraudoux y al diseñador Christian Bérard; fundó la compañía Cartel des Quatre formada también por Charles Dullin, Georges Pitoëff y Gaston Baty para difundir la vanguardia de entonces. El Cartel des Quatre junto a Jean-Louis Barrault y Jean Vilar formó parte del movimiento de renovación francés que desembocó en el llamado «teatro popular descentralizado». Entre 1927 y 1939 se adjudicaron algunos de los mayores éxitos del teatro parisino de esos años, entre ellos Sigfrido de Jean Giraudoux, La guerre de Troie n'aura pas lieu (1935),  L’École des femmes (La escuela de las mujeres) de Molière (1936).
En 1938 escribió Réflexions du comédien y Le Comédien désincarné donde detalla su método de actuación balanceando las enseñanzas de Stanislavski con Bertolt Brecht.
Durante la Segunda Guerra Mundial realizó giras por América Latina a raíz de la ocupación alemana, aunque promocionando el Gobierno de Vichy.
Estuvo de pasó por México en los años 1944 y 1945, donde conoció al entonces joven actor y futuro escritor Juan José Arreola.
Entre 1941 y 1945 actuó en Buenos Aires (Argentina), donde representó Ondine, de su amigo Jean Giraudoux (que había estrenado dos años antes en París), Montevideo y Río de Janeiro donde estrenó mundialmente L'Annonce faite à Marie de Paul Claudel en 1942 con la actriz belga Madeleine Ozeray (1908-1989), que en aquel entonces era su esposa.
En 1945 regresó a Francia para dirigir La loca de Chaillot con Marguerite Moreno (1871-1948) como homenaje póstumo a Giraudoux (fallecido durante la ocupación nazi). En 1947 dirigió el estreno mundial de Las criadas de Jean Genet y en 1951 El diablo y el buen señor de Jean-Paul Sartre además de sus legendarios Tartufo (1951) y Dom Juan (1947), ambas de Molière.
En 1950 recibió la Legión de Honor.
El 16 de agosto de 1951, mientras dirigía El poder y la gloria (de Graham Greene), Louis Jouvet falleció en el escenario de un síncope cardíaco. Está enterrado en el Cimetière de Montmartre, en París.
Su amigo, el actor Pierre Renoir (1885-1952) ―que desde 1928 había protagonizado casi todas las obras dirigidas por Jouvet y que familiarmente lo llamaba su «hermano mayor»― ocupó el lugar de Jouvet como director del Théâtre de l'Athénée.
Renoir afirmó en una entrevista:

»Durante veintitrés años estuvimos juntos. Hemos charlado prácticamente todos los días. Nuestro trabajo ha sido constante. Teníamos dos temperamentos absolutamente diferentes. Quizá por eso nos llevábamos tan bien. Él me aportó algo, yo le aporté algo, formábamos una especie de unidad. Debo confesar que para mí es una pérdida terrible. Algo de mí se ha ido.»
Pendant vingt-trois ans nous ne nous sommes pas quittés ou presque. Nous avons eu des rapports pour ainsi dire quotidiens. Notre travail a été constant. Nous avions deux tempéraments absolument différents. C'est peut-être pour cela que nous nous entendions extrêmement bien. II m'apportait quelque chose, je lui apportais quelque chose, cela formait une espèce d'unité. Je dois avouer que c'est pour moi une perte épouvantable. C'est quelque chose de moi qui est parti.
Pierre Renoir

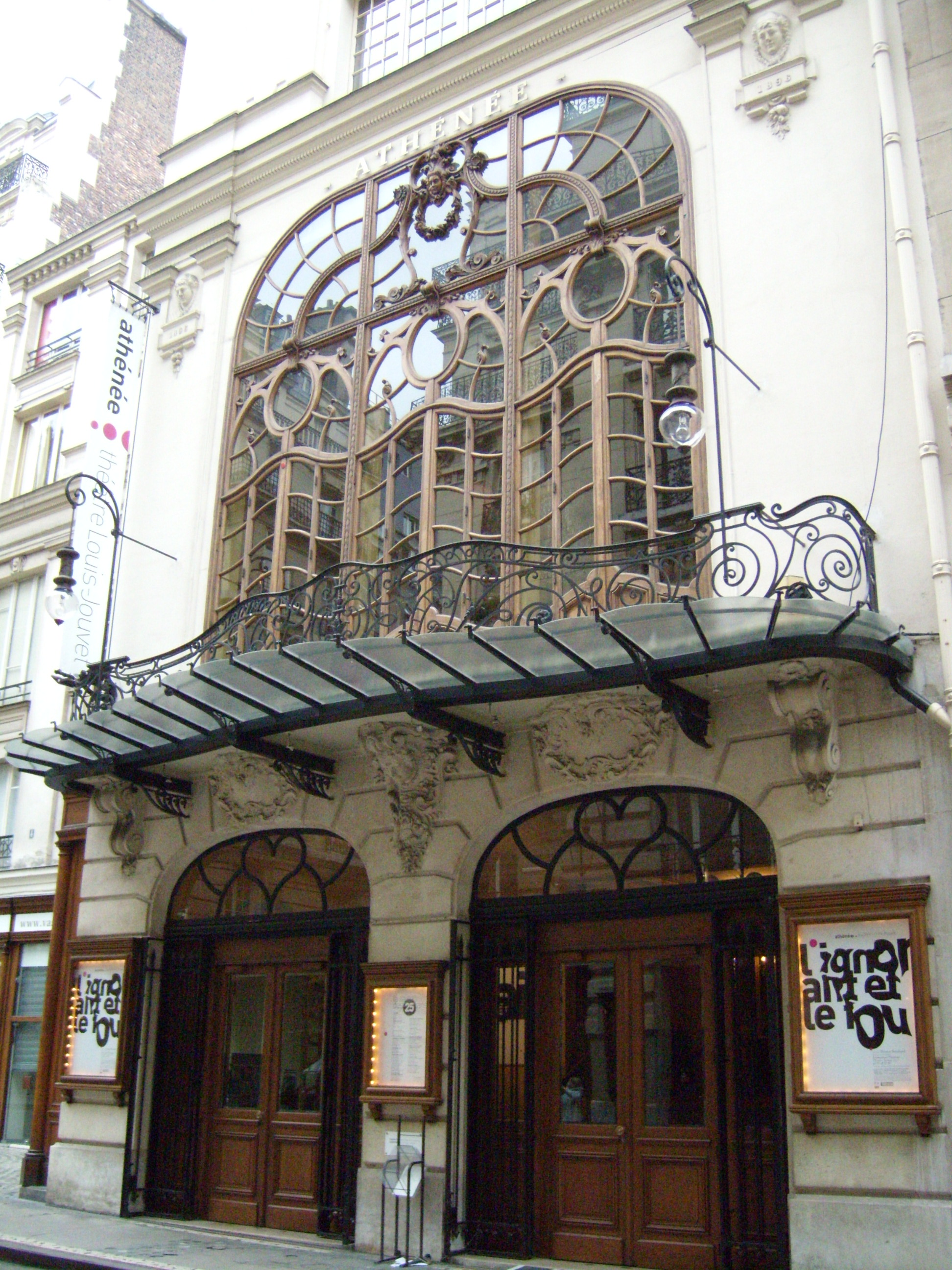
El Teatro del Ateneo parisino, donde Jouvet desarrolló gran parte de su labor teatral y que hoy lleva su nombre: Théâtre de l'Athénée-Louis Jouvet.

Pierre Renoir ocupó el lugar de Jouvet como director del Théâtre de l'Athénée. Pero apenas seis meses después, el 11 de marzo de 1952, Renoir murió en su apartamento en la avenida Frochot.
El Théâtre de l'Athénée de París lleva actualmente el nombre de Théâtre de l'Athénée Louis Jouvet.

## Vida privada
Se casó en 1912 con Else Collin y luego con Madeleine Ozeray. Tuvo dos hijos. Su hija fue la actriz Lisa Jouvet
Entre 1930 y 1932 su secretario personal fue el dramaturgo Jean Anouilh (1910-1987), y entre 1938 y 1941 la escritora Charlotte Delbó (1913-1985), que fue deportada a Auschwitz.

## Curiosidades
Fue tío segundo del también actor franco-argentino Maurice Jouvet (1923-1999).

## Filmografía
1932: Topaze de Louis Gasnier.
1933: Knock de Louis Jouvet.
1935: La Kermesse héroïque de Jacques Feyder.
1936: Mister Flow de Robert Siodmak.
1936: Salonique, nid d'espions ou Mlle Docteur de Georg Wilhelm Pabst.
1936: Les bas-fonds de Jean Renoir.
1937: Un carnet de bal de Julien Duvivier.
1937: Forfaiture de Marcel L'Herbier.
1937: Drôle de drame de Marcel Carné.
1937: Ramuntcho de René Barberis.
1937: La Marseillaise de Jean Renoir.
1938: La Maison du Maltais de Pierre Chenal.
1938: L'Alibi de Pierre Chenal.
1938: Entrée des artistes de Marc Allégret.
1938: Le Drame de Shanghaï de Georg Wilhelm Pabst.
1938: La fin du jour de Julien Duvivier.
1938: Education de Prince de Alexandre Esway.
1938: Hôtel du Nord de Marcel Carné.
1939: La Charrette fantôme de Julien Duvivier.
1939: Sérénade de Jean Boyer.
1940: Volpone de Maurice Tourneur.
1940: Untel Père et Fils de Julien Duvivier.
1946: Un revenant de Christian-Jaque.
1947: Les Amoureux sont seuls au monde de Henri Decoin.
1947: Copie conforme de Jean Dréville.
1947: Quai des Orfèvres de Henri-Georges Clouzot.
1948: Entre onze heures et minuit de Henri Decoin.
1948: Lady Paname de Henri Jeanson.
1949: Miquette et sa mère de Henri-Georges Clouzot.
1951: Knock de Guy Lefranc.
1951: Une histoire d'amour de Guy Lefranc.